# Valerio Lazzeri
Valerio Lazzeri (Dongio, 22 luglio 1963) è un vescovo cattolico svizzero, dal 10 ottobre 2022 vescovo emerito di Lugano.

## Biografia
Valerio Lazzeri nasce il 22 luglio 1963 a Dongio, figlio di Alfredo (muratore) e di Zita nata Milani (casalinga).

### Formazione e ministero sacerdotale
Svolge i suoi studi dal 1982 al 1987 al seminario diocesano San Carlo, che allora aveva sede nel Convitto Salesianum di Friburgo, e all'Università di Friburgo, dove nel 1987 ottiene la licenza in teologia. Continua poi gli studi al Pontificio seminario lombardo di Roma (1987-1989) e alla Pontificia Università Gregoriana (1987-1988).
Il 2 settembre 1989 viene ordinato sacerdote dal vescovo di Lugano Eugenio Corecco nella Cattedrale di Lugano.
Nel 1991 consegue il dottorato in teologia con specializzazione in spiritualità presso la Pontificia facoltà teologica Teresianum a Roma. Dal 1991 al 1993 è vice-rettore e docente nel Collegio Papio di Ascona. Si trasferisce poi di nuovo a Roma, dove dal 1993 al 1999 è officiale della Congregazione per l'educazione cattolica della Curia romana.
Nel 1999 diventa docente di teologia spirituale alla Facoltà di Teologia di Lugano e vicario episcopale della diocesi di Lugano per le religiose. Dal 1999 al 2009 è collaboratore parrocchiale a Locarno, dove si occupa in particolare della predicazione, della catechesi e della Lectio divina. Nel 2009 si trasferisce per un anno a Bose, dedicandosi allo studio e alla ricerca, e compiendo un cammino di approfondimento spirituale. Ritornato a Lugano, dove riprende i compiti di vicario episcopale e di docente alla Facoltà di Teologia, nel 2010 diventa canonico del capitolo della Cattedrale di San Lorenzo. Viene inoltre nominato direttore spirituale nel Seminario diocesano San Carlo e assistente dell'Ordo Virginum.
Il 2 maggio 2013 diventa professore incaricato di teologia spirituale e di patristica alla Facoltà di Teologia di Lugano, dove attualmente ricopre la carica di gran cancelliere. È uno studioso di lingue antiche.

### Ministero episcopale
Il 4 novembre 2013, ricorrenza di San Carlo Borromeo (patrono della diocesi di Lugano), papa Francesco lo nomina vescovo di Lugano, quale successore di Pier Giacomo Grampa, che ha lasciato la guida della diocesi per raggiunti limiti di età. Il 7 dicembre 2013 riceve l'ordinazione episcopale dall'arcivescovo titolare di Grado e nunzio apostolico in Svizzera e Liechtenstein Diego Causero, concelebranti Pier Giacomo Grampa, vescovo emerito di Lugano, e Charles Morerod, vescovo di Losanna, Ginevra e Friburgo. La cerimonia di ordinazione si svolge nella Chiesa del Sacro Cuore di Lugano, in quanto nella Cattedrale di San Lorenzo sono in corso lavori di restauro. Quale motto episcopale sceglie «Non impedias musicam», dal Libro del Siracide (Si 32, 3-5).
Il 10 ottobre 2022 papa Francesco accoglie la sua rinuncia al governo pastorale della diocesi di Lugano; in attesa della nomina del suo successore è stato nominato, come amministratore apostolico, il vescovo Alain de Raemy, vescovo titolare di Torre di Mauritania ed ausiliare di Losanna, Ginevra e Friburgo.
È membro della Congregazione per l'educazione cattolica, dal 29 settembre 2021, e del Dicastero per le Chiese orientali, dal 7 ottobre 2023.

## Genealogia episcopale
La genealogia episcopale è:
- Cardinale Scipione Rebiba
- Cardinale Giulio Antonio Santori
- Cardinale Girolamo Bernerio, O.P.
- Arcivescovo Galeazzo Sanvitale
- Cardinale Ludovico Ludovisi
- Cardinale Luigi Caetani
- Cardinale Ulderico Carpegna
- Cardinale Paluzzo Paluzzi Altieri degli Albertoni
- Papa Benedetto XIII
- Papa Benedetto XIV
- Papa Clemente XIII
- Cardinale Enrico Benedetto Stuart
- Papa Leone XII
- Cardinale Chiarissimo Falconieri Mellini
- Cardinale Camillo Di Pietro
- Cardinale Mieczysław Halka Ledóchowski
- Cardinale Jan Maurycy Paweł Puzyna de Kosielsko
- Arcivescovo Józef Bilczewski
- Arcivescovo Bolesław Twardowski
- Arcivescovo Eugeniusz Baziak
- Papa Giovanni Paolo II
- Arcivescovo Diego Causero
- Vescovo Valerio Lazzeri

## Opere

### Libri e pubblicazioni
- Valerio Lazzeri, Teologia mistica e teologia scolastica. L'esperienza spirituale come problema teologico in Giovanni Gerson, Roma, Pontificio seminario lombardo, 1994, ISBN 978-88-7105-034-8.
- Valerio Lazzeri, I fondamenti della lectio divina, in Rivista teologica di Lugano, n. 3/2004, Lugano, Facoltà di teologia, 2004,  pp. 659-674, ISSN 1420-6730 (WC · ACNP).
- Valerio Lazzeri, Esperienza spirituale, predicazione ecclesiale e riflessione teologica, in Rivista teologica di Lugano, n. 2/2013, Lugano, Facoltà di teologia, 2013,  pp. 259-268, ISSN 1420-6730 (WC · ACNP).
- Valerio Lazzeri, Accompagnare la vita spirituale. Giuseppe Hazzaya e la Lettera sulle tre tappe: una testimonianza della tradizione cristiana siro-orientale dell’VIII secolo, in Rivista teologica di Lugano, n. 3/2013, Lugano, Facoltà di teologia, 2013,  pp. 327-350, ISSN 1420-6730 (WC · ACNP).
- Valerio Lazzeri, Origine e significato della venerazione dei santi nella Chiesa, in Nube dei testimoni : santi in Ticino: arte, fede e iconografia (Catalogo della mostra allestita al Museo d'arte Mendrisio dal 21 marzo al 22 giugno 2014), a cura di don Angelo Crivelli, Lugano, La Buona Stampa, 2014,  pp. 16-25, ISBN 978-88-85186-52-1.

### Traduzioni
Valerio Lazzeri ha scritto la prima traduzione in lingua moderna basata sull'antica versione siriaca dei seguenti testi patristici:
- Evagrio Pontico, Contro i pensieri malvagi. Antirrhetikos, a cura di Valerio Lazzeri e Gabriel Bunge, traduzione di Valerio Lazzeri, Magnano, Qiqajon, 2005, ISBN 978-88-8227-179-4.
- Giuseppe Hazzaya, Le tappe della vita spirituale, a cura di Valerio Lazzeri, traduzione di Valerio Lazzeri, Magnano, Qiqajon, 2011, ISBN 978-88-8227-349-1.